# Phleum montanum
Phleum montanum är en gräsart som beskrevs av Karl Heinrich Koch. Phleum montanum ingår i släktet timotejer, och familjen gräs. Inga underarter finns listade i Catalogue of Life.